# La Unión, Chile

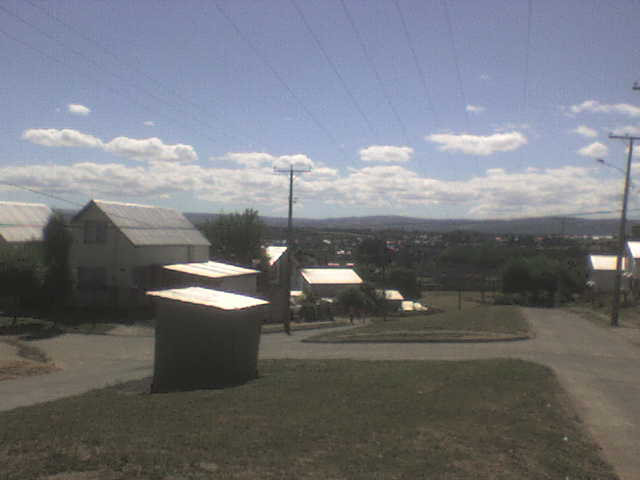
La Unión, 2007

La Unión este un oraș din Chile în Provincia Ranco, regiunea Los Ríos.

## Legaturi externe
- es  Pagina oficială a orașului La Unión Arhivat în 14 iulie 2018, la Wayback Machine.

1. ↑  2017 Chile census (PDF), accesat în 26 decembrie 2019